# Haliplus fulvus
Haliplus fulvus es una especie de escarabajo acuático del género Haliplus, familia Haliplidae. Fue descrita científicamente por Fabricius en 1801.
Esta especie habita en Reino Unido de Gran Bretaña e Irlanda del Norte, Noruega, Países Bajos, Suecia, Bélgica, Finlandia, Irlanda, España, Francia, Dinamarca, Estados Unidos de América, Estonia, Canadá, Austria, Mongolia, Alemania, Polonia, Luxemburgo, Italia, Portugal, Federación Rusa, Bielorrusia, Suiza, Islas Feroe, Hungría, isla de Man y Letonia.
Mide 3.8-4.2 mm. Esta especie es muy parecida a H. canadensis y H. cribrarius pero carece de marcas pronotales. Posee élitros de color amarillo (en gran cantidad) y negro.